# Ergativ
Der Ergativ ist ein Kasus in bestimmten Sprachen, deren System von Sprachen mit Nominativ- und Akkusativkasus abweicht: Ergativ markiert das Subjekt transitiver Sätze, also solcher, die auch ein direktes Objekt haben. Subjekte intransitiver Sätze, also objektloser Sätze, werden in solchen Sprachen hingegen typischerweise nicht mit dem Ergativ markiert (es gibt allerdings auch oft Ausnahmen). Dagegen wird in Ergativsprachen das direkte Objekt in transitiven Sätzen und das Subjekt in intransitiven Sätzen mit demselben Kasus, dem Absolutiv, markiert.
Dieser Artikel stellt die Begriffsgeschichte und die Verbreitung des Ergativs dar. Für eine genauere Darstellung des grammatischen Systems siehe den Artikel Ergativsprache.

## Wortherkunft
Die Bezeichnung Ergativ wird häufig mit den griechischen Wörtern ἔργον (ergon „Tat, Werk“) oder εργάτης (ergates „Arbeiter“) in Verbindung gebracht, da der Ergativkasus zur Markierung eines Agens dient, also des „Täters“ in einem transitiven Satz. Dies ist jedoch eine nachträgliche Deutung. Ursprünglich wurde „Ergativ“ im 19. Jahrhundert als Bezeichnung für einen Ortskasus (also einen Lokativ) in einer Grammatik der papuanisch/australischen Sprache Meriam eingeführt, daher ist er wohl von der lateinischen Präposition erga „nahe“ abzuleiten. Die Verschiebung der Bedeutung auf den heutigen Sinn beruhte offenbar auf einer Verwechslung in einem Aufsatz von Pater Wilhelm Schmidt (1902) über die Sprachen Neuguineas: Dieser erinnerte sich an die Existenz eines „Ergativkasus“ in der Grammatik des Meriam und zusätzlich daran, dass Meriam einen besonderen Kasus für das transitive Subjekt besaß; er vermengte dann in seiner Erinnerung diese beiden Sachverhalte und prägte somit versehentlich die heutige Bedeutung der Bezeichnung „Ergativ“. Aus dieser Quelle wurde besonders in der Literatur zu kaukasischen Sprachen zitiert, von wo sich der Sprachgebrauch weiter verbreitete.
Eine ältere Bezeichnung für einen Kasus, der nur transitive Subjekte markierte, war ansonsten „Agentiver Nominativ“. In der Grammatiktradition des Georgischen erscheint er auch als „Narrativ(kasus)“ (da im Georgischen im Erzähltempus des Aorist ein Ergativsystem vorliegt).

## Abgrenzungen
Im Gegensatz zu „Ergativ“ als Name eines Kasus kursiert in der Literatur zur generativen Syntax auch noch der Begriff des „ergativen Verbs“, eine Prägung, die auf L. Burzio (1986) zurückgeht. Diese Bezeichnung ist jedoch synonym mit dem Begriff unakkusativisches Verb und hat nichts mit Kasussystemen zu tun.

## Beispiele für Ergativsprachen
Bekannte Ergativsprachen sind z. B. das Baskische, Chantische, Georgische, Sumerische, Tibetische, Tschetschenische, Kurmandschi, Shipibo (in Peru), Maya-Sprachen und Kalaallisut (in Grönland).
Viele indoiranische Sprachen haben in den Tempora der Präsensgruppe die Konstruktion der Akkusativsprachen, in den Tempora der Perfektgruppe dagegen die Konstruktion der Ergativsprachen. Hierzu gehören Hindi, Marathi, Urdu, Paschtu (in Afghanistan), Kurdisch.
In einigen Ergativsprachen, z. B. in den eskimo-aleutischen Sprachen, fällt der Ergativ mit dem Genitiv zusammen.
Das Chantische besitzt, zumindest in den Vach- und Vasjugan-Mundarten ganz im Osten, neben dem Ergativ auch noch Aktiv- und Passivkonstruktionen. Der Ergativ hat die Aufgabe, das Subjekt besonders hervorzuheben, um den individuellen Charakter zu betonen.